# Walt Bellamy
Walter Jones Bellamy (New Bern, Carolina del Nord, 24 de juliol de 1939 – 2 de novembre de 2013) va ser un jugador professional de bàsquet de l'NBA. Fou el número u del draft de l'NBA del 1961. Era germanastre de l'ex boxador professional Ron Bellamy.

## Jocs Olímpics de 1960
Bellamy va ser el pivot titular del combinat nord-americà que va guanyar la medalla d'or en els Jocs Olímpics de 1960 de Roma. Deu dels dotze universitaris que formaven l'equip van arribar a jugar posteriorment en l'NBA, inclosos els Hall of Famers Jerry West, Oscar Robertson i Jerry Lucas.

## NBA
Bellamy va disputar 14 temporades a l'NBA sent el número 1 del Draft de 1961. Aquesta temporada va ser nomenat Rookie de l'Any després de tenir una de les millors temporades d'un rookie en la història de la lliga (juntament amb Wilt Chamberlain i Oscar Robertson). Els seus 31,6 punts per partits és el segon millor registre golejador realitzat per un rookie darrere dels 37,6 de Chamberlain, i els 19 rebots per nit el tercer millor registre rebotador després de Chamberlain i Bill Russell. A més, va liderar la lliga en percentatge de tirs de camp en el seu any rookie, i en la seva primera participació a l'All-Star Game els seus números van ser de 23 punts i 17 rebots.
La temporada 1968/69, Bellamy va batre el rècord de partits jugats en una temporada, amb 88.
Bellamy va finalitzar la seva carrera amb 20.941 punts i 14.241 rebots i el 1993 va entrar al Basketball Hall of Fame.

## Estadístiques de la seva carrera a l'NBA

### Temporada regular
| Any      | Equip       | PJ    | PT | MPP  | %TC   | %3 | %TL   | RPP  | APP | ROB | TPP | PPP  |
| -------- | ----------- | ----- | -- | ---- | ----- | -- | ----- | ---- | --- | --- | --- | ---- |
| 1961-62  | Chicago     | 79    | –  | 42.3 | .519  | –  | .644  | 19.0 | 2.7 | –   | –   | 31.6 |
| 1962-63  | Chicago     | 80    | –  | 41.3 | .527  | –  | .674  | 16.4 | 2.9 | –   | –   | 27.9 |
| 1963-64  | Baltimore   | 80    | –  | 42.4 | .513  | –  | .651  | 17.0 | 1.6 | –   | –   | 27.0 |
| 1964-65  | Baltimore   | 80    | –  | 41.3 | .509  | –  | .685  | 14.6 | 2.4 | –   | –   | 24.8 |
| 1965-66  | Baltimore   | 8     | –  | 33.5 | .452  | –  | .597  | 12.8 | 2.3 | –   | –   | 19.0 |
| 1965-66  | New York    | 72    | –  | 42.8 | .512  | –  | .627  | 16.0 | 3.0 | –   | –   | 23.2 |
| 1966-67  | New York    | 79    | –  | 38.1 | .521  | –  | .636  | 13.5 | 2.6 | –   | –   | 19.0 |
| 1967-68  | New York    | 82    | –  | 32.9 | .541  | –  | .662  | 11.7 | 2.0 | –   | –   | 16.7 |
| 1968-69  | New York    | 35    | –  | 32.5 | .507  | –  | .619  | 11.0 | 2.2 | –   | –   | 15.2 |
| 1968-69  | Detroit     | 53    | –  | 38.2 | .512  | –  | .663  | 13.5 | 1.9 | –   | –   | 18.8 |
| 1969-70  | Detroit     | 56    | –  | 20.9 | .547  | –  | .562  | 7.1  | 1.0 | –   | –   | 10.0 |
| 1969-70  | Atlanta     | 23    | –  | 37.2 | .491  | –  | .605  | 13.5 | 3.8 | –   | –   | 15.5 |
| 1970-71  | Atlanta     | 82    | –  | 35.5 | .493  | –  | .604  | 12.9 | 2.8 | –   | –   | 14.7 |
| 1971-72  | Atlanta     | 82    | –  | 38.9 | .545  | –  | .585  | 12.8 | 3.2 | –   | –   | 18.6 |
| 1972-73  | Atlanta     | 74    | –  | 37.9 | .505  | –  | .538  | 13.0 | 2.4 | –   | –   | 16.1 |
| 1973-74  | Atlanta     | 77    | –  | 31.7 | .486  | –  | .608  | 9.6  | 2.5 | 0.7 | 0.6 | 13.1 |
| 1974-75  | New Orleans | 1     | –  | 14.0 | 1.000 | –  | 1.000 | 5.0  | 0.0 | 0.0 | 0.0 | 6.0  |
| Total    | Total       | 1,043 | –  | 37.3 | .516  | –  | .632  | 13.7 | 2.4 | 0.7 | 0.6 | 20.1 |
| All-Star | All-Star    | 4     | 3  | 20.8 | .500  | –  | .526  | 7.5  | 1.0 | –   | –   | 12.0 |

### Playoffs
| Any   | Equip     | PJ | PT | MPP  | %TC  | %3 | %TL  | RPP  | APP | ROB | TPP | PPP  |
| ----- | --------- | -- | -- | ---- | ---- | -- | ---- | ---- | --- | --- | --- | ---- |
| 1965  | Baltimore | 10 | –  | 42.7 | .468 | –  | .663 | 15.1 | 3.4 | –   | –   | 20.9 |
| 1967  | New York  | 4  | –  | 39.3 | .519 | –  | .586 | 16.5 | 3.0 | –   | –   | 18.3 |
| 1968  | New York  | 6  | –  | 46.2 | .421 | –  | .625 | 16.0 | 3.5 | –   | –   | 20.0 |
| 1970  | Atlanta   | 9  | –  | 40.9 | .468 | –  | .717 | 15.6 | 3.9 | –   | –   | 16.8 |
| 1971  | Atlanta   | 5  | –  | 43.2 | .594 | –  | .759 | 14.4 | 2.0 | –   | –   | 20.8 |
| 1972  | Atlanta   | 6  | –  | 41.2 | .488 | –  | .628 | 13.7 | 1.8 | –   | –   | 18.5 |
| 1973  | Atlanta   | 6  | –  | 41.2 | .395 | –  | .452 | 12.2 | 2.2 | –   | –   | 13.7 |
| Total | Total     | 46 | –  | 42.2 | .471 | –  | .642 | 14.8 | 3.0 | –   | –   | 18.5 |